# アルネ・ラルセン
アルネ・ラルセン（Arne Kjell Larsen、1937年12月23日 - ）はノルウェー、アーケシュフース県アスケーHeggedal地区出身の元ノルディック複合及びスキージャンプ選手。1960年代前半に活躍した。

## プロフィール
現役時代は地元HeggedalのHeggedal ILで競技を行った。22歳で出場した1960年のスコーバレーオリンピックでは6位入賞。
1962年ノルディックスキー世界選手権では金メダルを獲得、また同年のノルウェー選手権では純ジャンプで優勝している。1964年のインスブルックオリンピック では5位入賞を果たした。
1965年にはホルメンコーレン・メダルを受章（同時受章はアルト・ティアイネン、ベンクト・エリクソン）
1961年3月には招待選手として来日し宮様スキー大会ジャンプと複合の青年組でそれぞれ優勝、HBCカップジャンプ競技会で4位 となっている。